# Parafia greckokatolicka św. Włodzimierza i Olgi w Skwierzynie
Parafia greckokatolicka pw. Świętego Włodzimierza i Olgi w Skwierzynie – parafia greckokatolicka w Skwierzynie. Parafia należy do eparchii wrocławsko-koszalińskiej i znajduje się na terenie dekanatu zielonogórskiego. Proboszczem jest ksiądz Jan Jadłowski z parafii w Gorzowie Wielkopolskim.

## Historia parafii
Parafia Greckokatolicka pw. Świętego Wlodzimierza i Olgi funkcjonuje od 1958 r., księgi metrykalne są prowadzone od 1958.

## Świątynia parafialna
Nabożeństwa odbywają się w kościele rzymskokatolickim pw. św. Mikołaja.